# Дэй, Ричард
Ричард Дэй (англ. Richard Day; 9 мая 1896, Виктория — 23 мая 1972, Голливуд) — канадский художник-постановщик, семикратный лауреат премии «Оскар», номинировавшийся на неё ещё 12 раз.
Коллеги Дэя неоднократно отмечали, что он был художником с великолепными техническими способностями, прекрасным чувством различать хорошие эскизы от плохих, и заинтересованностью в качестве своей работы. Некоторые называли его «первоклассным постановщиком», а некоторые — «особым». Его фильмография содержит в себе около 265 фильмов, многие из которых признаны классикой мирового кино.
За жизненные достоинства в 2004 году Ричард Дэй был посмертно включён в Зал Славы Гильдии художников-постановщиков США.

## Биография
Ричард Дэй родился 9 мая 1896 года в городе Виктория, Канада. Кинокарьера молодого художника началась, когда режиссёр Эрих фон Штрогейм обнаружил в нём определённый талант. Он и пригласил Дэя создать декорации для своего фильма «Карусель», однако имя художника по какой-то причине в титрах так и не появилось.
В эпоху немого кино в свет вышло множество лент, к которым Дэй приложил руку: «Беверли из Гростарка» (1926), «Свадебный марш», «Вупи!». За создание последнего постановщик получил первую в жизни номинацию на «Оскар», но на церемонии вручения проиграл Максу Ри.
С 1927 по 1930 года Дэй работал в компании MGM совместно с художником-постановщиком Седриком Гиббонсом. В 1930 году он устроился в кинокомпанию Samuel Goldwyn Productions, руководил которой именитый продюсер Сэм Голдвин. Проработав там 9 лет, Дэй окончательно сменил место работы, отправившись к Дэррилу Зануку в 20th Century Fox. На тот момент у Дэя уже была одна статуэтка «Оскара» за картину «Тёмный ангел».
Ключевым эпизодом в биографии Ричарда Дэя является сотрудничество с режиссёром Элиа Казаном. Казан, наблюдая за успехами Дэя в кино, позвал его на съёмочную площадку драмы «Трамвай „Желание“», для которой тот впоследствии создал декорации и получил пятого «Оскара». Их следующая встреча состоялась в 1954 году, когда Казан приступил к съёмкам новой ленты «В порту». Благодаря вмешательству Дэя в производство фильма, обстановка фильма стала соответствовать обстановке в настоящем порту. Тяжелая и выверенная работа принесла Дэю седьмой и последний в жизни «Оскар».
Последней работой Ричарда Дэя в кино стала военная драма «Тора! Тора! Тора!», принёсшая художнику финальную номинацию на премию Академии. Дэй скончался 23 мая 1972 года в Голливуде, штат Калифорния.